# 컵자리

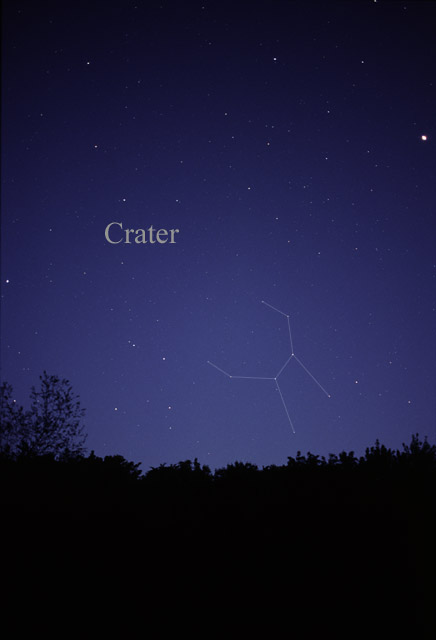

컵자리(Crater [ˈkreɪtɚ])는 바다뱀자리에 인접한 작은 별자리이다. 술잔자리라고도 한다.
동아시아의 별자리에서는 익수의 앞부분에 해당된다.

## 특징
4등급 이상 되는 별이 없다.

## 별과 천체
- 컵자리 γ (γCrateris): 이중성으로, 52" 떨어져 있다. 어두운 동반성은 9.6 등급이다. 이 연성계는 태양으로부터 84광년 떨어져 있다.
- 컵자리 R (R Crateris): 반규칙적인 SRb형 변광성이며, 스펙트럼형은 M7이다. 밝기는 9.8 ~ 11.2 등급으로 변하며, 주기는 160일이다.
- 컵자리 SZ (SZ Crateris): 8.1 등급의 변광성이다. 44광년 떨어져 있다. 이 별은 또한 글리제 425로 알려져 있다. 이전에는 'Abt의 별'로 알려졌었다.

### 어두운 천체들
- NGC 3511 - 약한 막대를 가진 나선은하로, 거의 옆으로 놓여 있다. SBbc형이며, 아벨(Abel) 1060 은하단에 속한다. 밝기는 12등급이며, 크기는 4' × 1'이다.
- NGC 3887 - 막대나선은하로, SBc형이다. 밝기는 11등급, 직경은 3.5'이다.
- NGC 3981 - 두 개의 넓은 나선팔을 가진 나선은하로, SBbc형이다. 밝기는 12등급이며, 직경은 3'이다. 이 은하는 1785년 윌리엄 허셸에 의해 발견되었다.

## 역사
톨레미의 48개 별자리였으며, 현대 88개 별자리에 포함된다.

## 신화
이 별자리는 아폴로의 술잔이었다고 한다.